# Seacoast United Phantoms
Seacoast United Phantoms ist ein amerikanischer Fußballverein aus Amesbury, Massachusetts. Das Team wurde 1996 als New Hampshire Phantoms in Manchester, New Hampshire gegründet und spielt in der USL League Two, der vierthöchsten Liga im nordamerikanischen Fußball.